# 李春荣 (1906年)
李春荣（1906年—1928年5月4日），字华堂，曾化名赵华秋、宋炳臣，山东益都县五里镇十字村人，中国共产党早期人物。

## 生平
李春荣出生于富裕农民家庭。父亲李长成，李春荣有兄弟三人，他排行第二。早年在私塾读书，后就读于县立东关高等小学。1923年7月，考入山东省立第十中学。中学时期，参加举行集会和游行。1924年春，李春荣加入社会主义青年团，1925年1月，转入中国共产党，在益都东益火柴公司开展工运工作。2月，去青岛从事工人运动，奔走于大康纱厂、隆兴纱厂、银月纱厂等。1925年3月，青岛大康纱厂建立工会，李春荣被选为工会负责人之一。4月组织大康纱厂，并之后影响隆兴、内外棉、钟渊、富士和铃木丝厂的工人也举行了大罢工。5月9日，厂方答复了改善工人待遇的九项条件，并签订了复工条约。罢工结束后，中共山东省委调李春荣到济南工作。
1925年青岛五二九惨案后，省委又调李春荣回到青岛，参与四方机厂党支部书记李慰农组织领导的胶济铁路总工会沪青惨案后援会，组织纱厂工人罢工。7月27日，张宗昌令其后方司令率大批军队赶到四方机厂，将后援会封闭，捣毁四方机厂和各纱厂工会，搜查工人住所，殴打工人，并在沧口捕工人和学生；李慰农被捕后遭秘密杀害，邓恩铭、李春荣等遭到通缉。李春荣再返济南，陪刘子久先后到津浦铁路济南大厂和淄川煤矿组织工人运动。
1927年10月，中共山东地方执行委员会召开扩大会议，贯彻八七会议精神，李春荣当选省执委委员。会后，省执委派李春荣、钟作仁、刘南云到济宁县，开辟鲁西南地区。三人与张继宽取得了联系，并在11月济宁七中召开党员会议，建立中共济宁特别支部。李春荣任书记，张继宽负责组织工作，钟作仁负责宣传，刘南云负责交通工作。到1928年初，共发展党员30余人。2月，中共山东省委通知李春荣返回济南，不久转去鲁北高唐领导农民运动。期间同红团团长金谷兰组织武装暴动，镇压土匪李洪楼、郭景芳、张麻来、张罗，没收地主李重庆住宅、打击高唐商会会长姚鼎汉。4月底，鲁北县委改组为中共鲁北特委，由李春荣任书记，李宗鲁、于赞之、金谷兰、张干民为委员。之后特委遭到反扑，李采题率领高唐县警备队，在5月4日包围了高唐谷官屯。突围中李春荣身负重伤后阵亡，享年22岁。